# Tomiszewo
Tomiszewo – wieś w Polsce położona w województwie wielkopolskim, w powiecie słupeckim, w gminie Ostrowite. Wieś jest położona nad jeziorem Naprusewskim/Kosewskim, powstaje tam wiele domków letniskowych.
W latach 1975–1998 miejscowość administracyjnie należała do województwa konińskiego.